# NGC 1977
NGC 1977 è una nebulosa a emissione e a riflessione nella costellazione di Orione; fa parte di un grande complesso nebuloso in cui è attiva la formazione di nuove stelle.

## Osservazione
La nebulosa è visibile con un semplice telescopio amatoriale nelle foto a lunga posa o digitali, e si mostra con un colore azzurro, ricoprendo lo sfondo di un gruppo di stelle blu; costituisce la parte più settentrionale dell'asterismo della Spada di Orione, nonché la parte terminale verso nord della nube Orion A. La sua osservazione è possibile da tutte le aree popolate della Terra, grazie al fatto che si trova a pochi gradi dall'equatore celeste.
I mesi ideali per la sua osservazione nel cielo serale vanno da fine novembre a tutto aprile, da entrambi gli emisferi; nell'emisfero nord, a causa della durata maggiore della notte, questa nebulosa e la costellazione che la ospita risultano essere maggiormente visibili.

## Caratteristiche
Si tratta della sezione più grande e più meridionale di un complesso nebuloso che comprende anche le vicine nebulose NGC 1973 e NGC 1975 e costituisce la parte più meridionale della grande regione H II Sh-2 279.; le varie parti sono intramezzate da nebulosità oscure, che ne impediscono la visione totale e fanno sembrare il complesso diviso in più parti. La nebulosa riflette la luce emessa da alcune stelle blu visibili nell'area centrale, emettendo a sua volta una luce bluastra; il sistema nebuloso può essere osservato anche con strumenti non professionali, e si evidenzia bene nelle foto a lunga posa. NGC 1977 fa parte del complesso nebuloso molecolare di Orione.

## Ionizzazione e formazione stellare
La fonte di ionizzazione dei gas della regione è principalmente la stella azzurra 42 Orionis, sebbene molte altre stelle concorrano ad illuminare le nubi, come altre due stelle simili e la gigante gialla 45 Orionis; la responsabile del piccolo lembo nebuloso catalogato come NGC 1973 è invece la variabile KX Orionis.
Grazie alle osservazioni del Telescopio Spaziale Spitzer si è scoperto che questa nube fa parte di una grande cavità lavorata dal vento stellare delle stelle di classe B della regione; la parte più brillante alla linea degli 8 μm è quella meridionale, dove la bolla si interseca con i filamenti delle regioni OMC-2 e OMC-3. All'esterno la regione è riscaldata ed eccitata dalla brillante stella HD 37018, sebbene potrebbero esserci anche altre stelle ionizzanti in quella direzione in uno stadio evolutivo più giovane.
La prova che la formazione stellare è attiva nella nube deriva dalla scoperta di alcuni oggetti HH, il più notevole dei quali è HH 45, che possiede una forma a bow shock con il lato orientale dai confini netti e quello occidentale più esteso e diffuso; il bow shock mostra degli addensamenti in più punti, mentre la sorgente dell'oggetto non è conosciuta.
Le stelle più giovani e di piccola massa sono associate alle più brillanti stelle blu, comprese all'interno della bolla; di queste stelle ne sono note circa 150, di cui 6 sono vere e proprie protostelle, mentre le restanti sono stelle giovani circondate da un disco di detriti. Nella stessa regione sono state identificate 97 variabili.